# Rousettus aegyptiacus
Rousettus aegyptiacus é uma espécie de morcego da família Pteropodidae. Pode ser encontrado na África, sudoeste da Ásia, Irã, Paquistão, Turquia e Chipre.

## Galeria

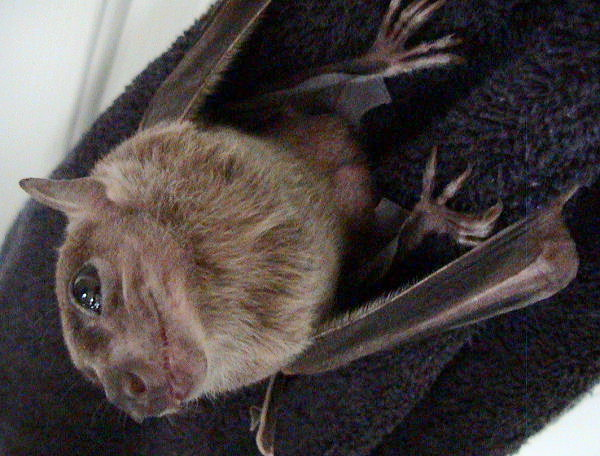
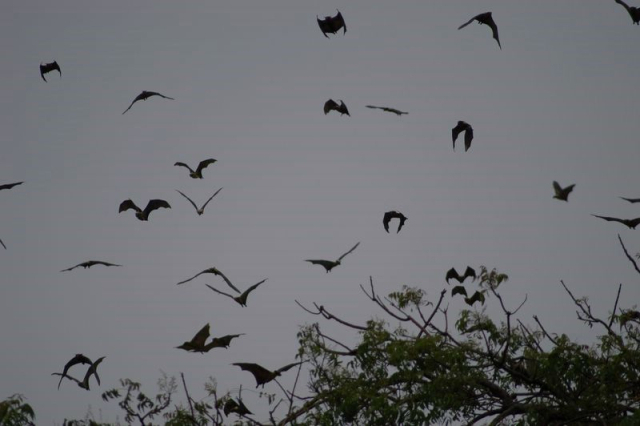
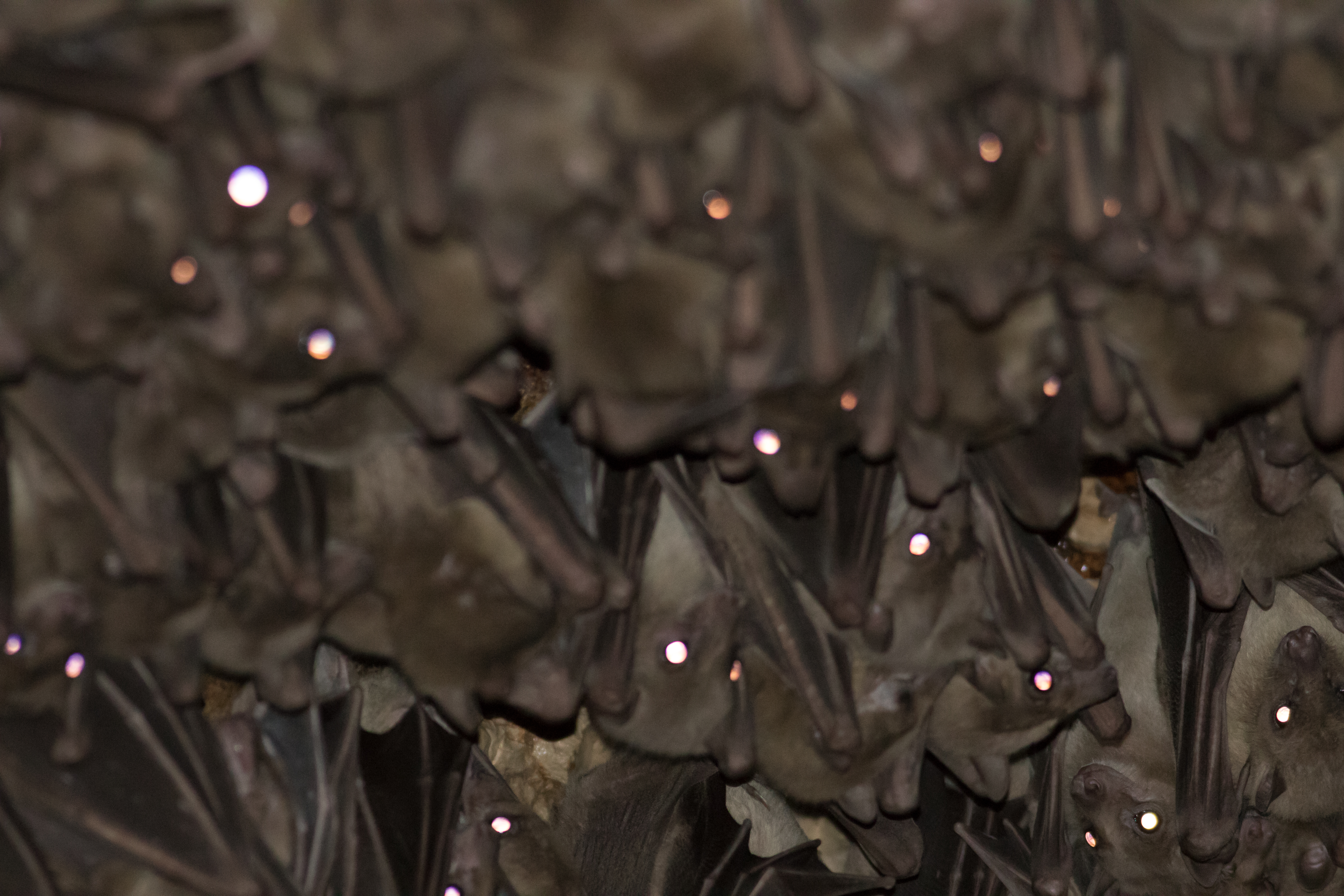
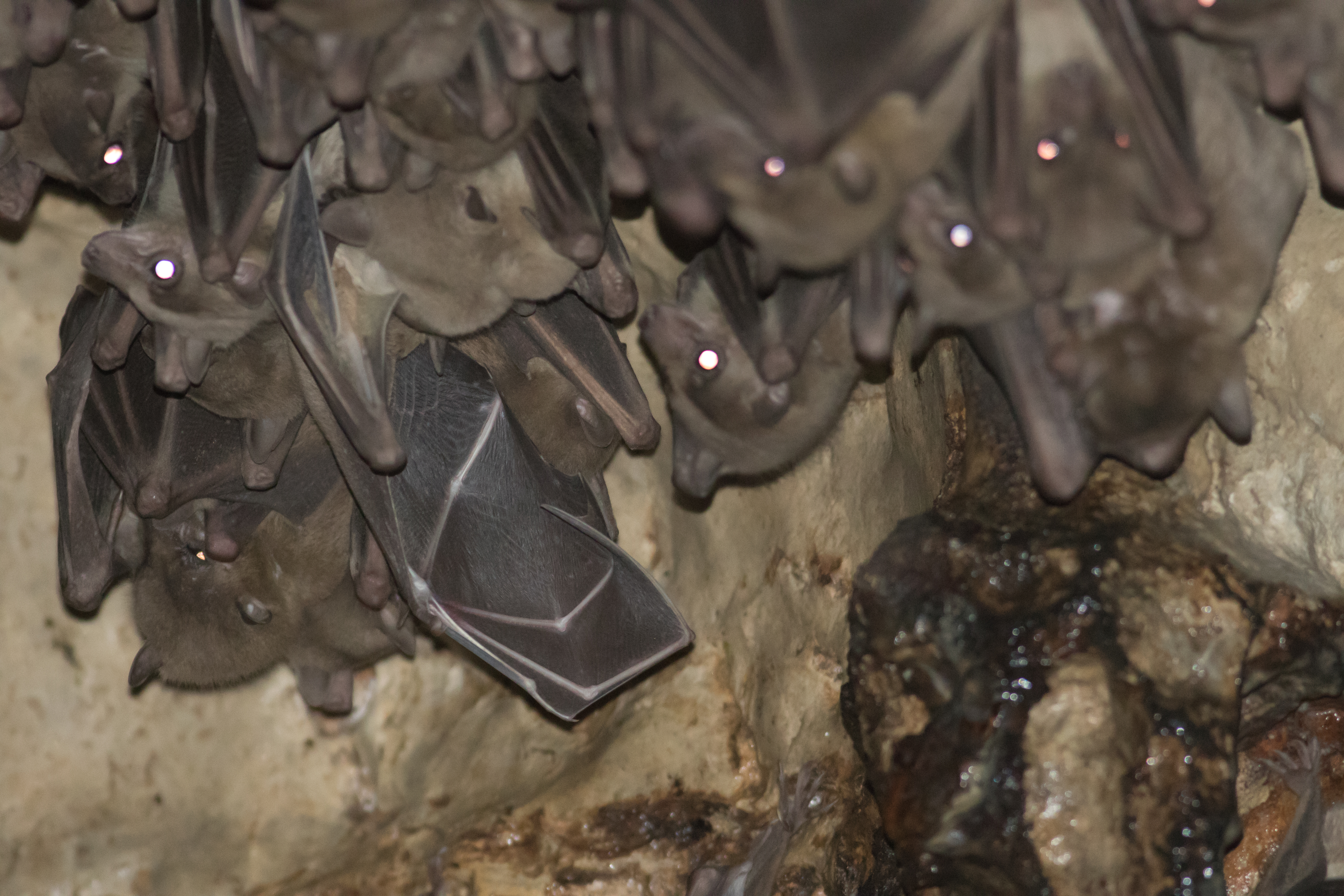
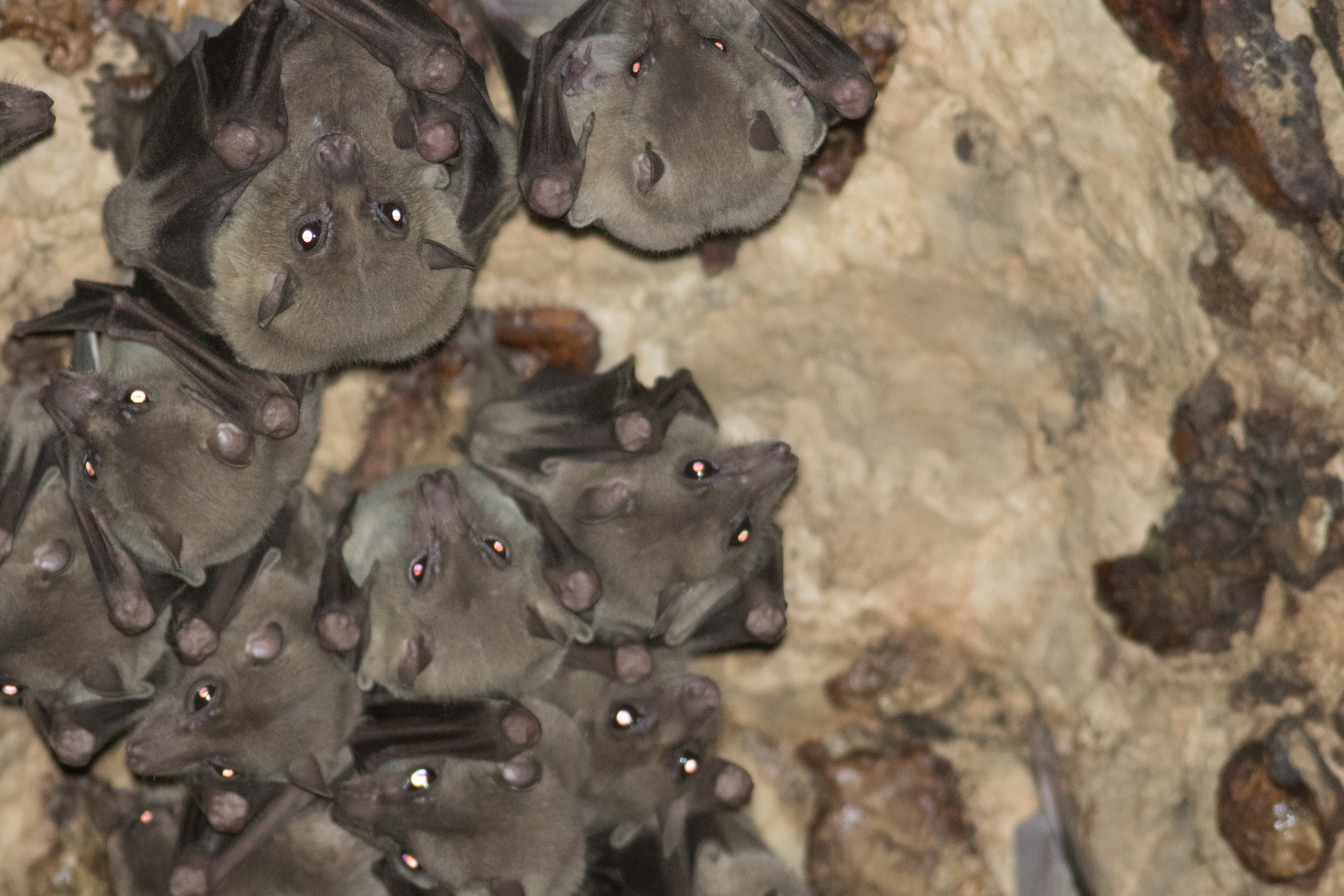
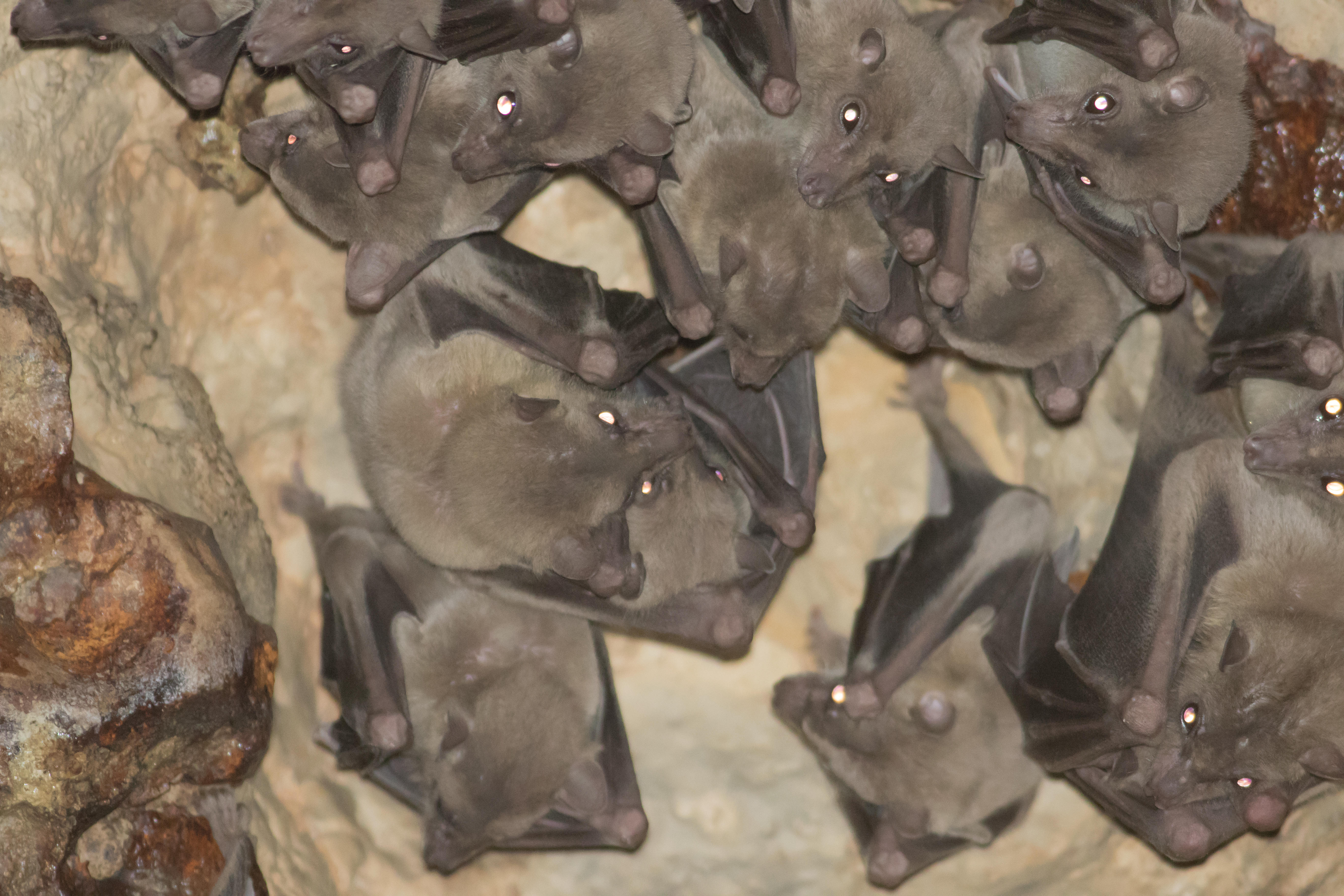
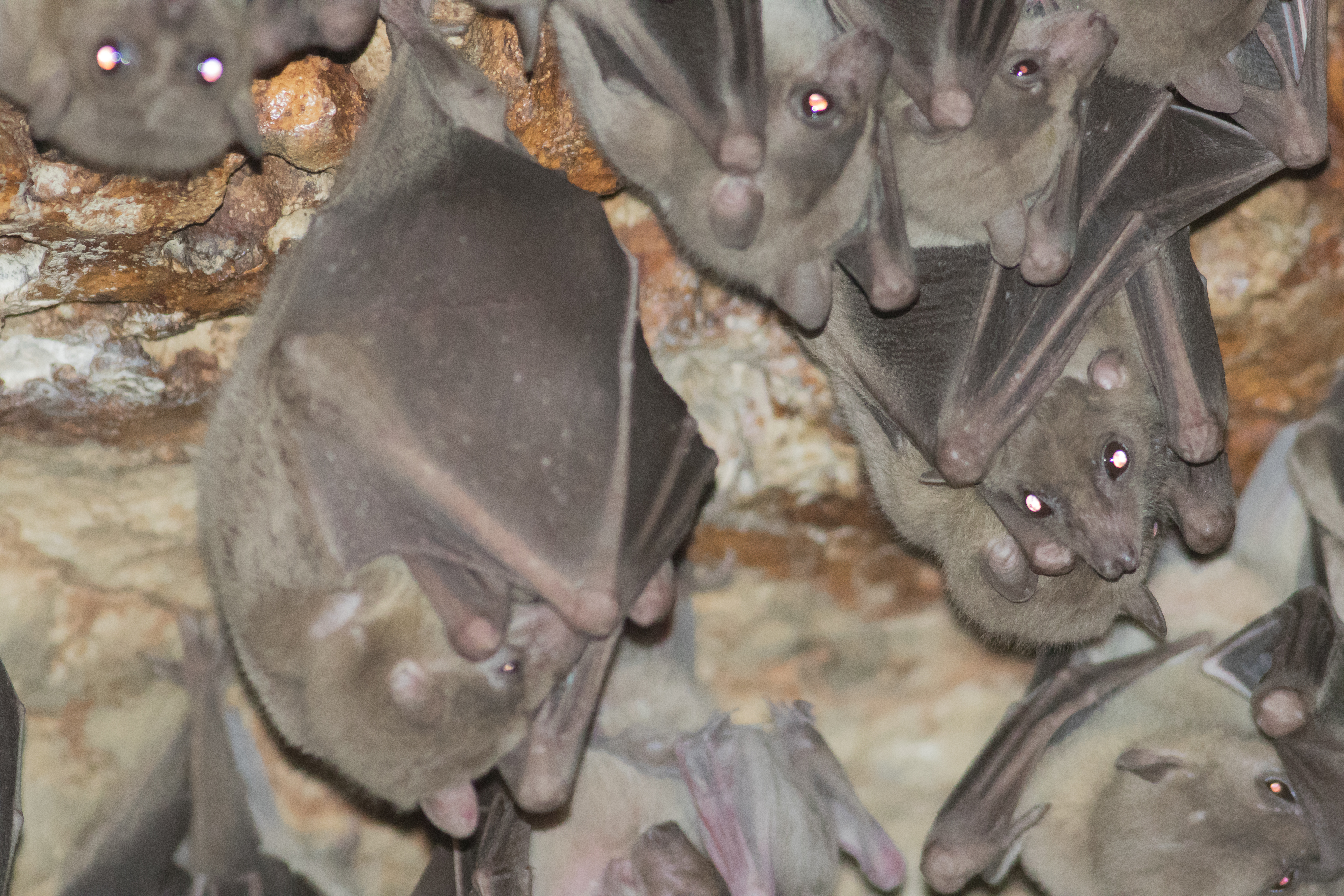
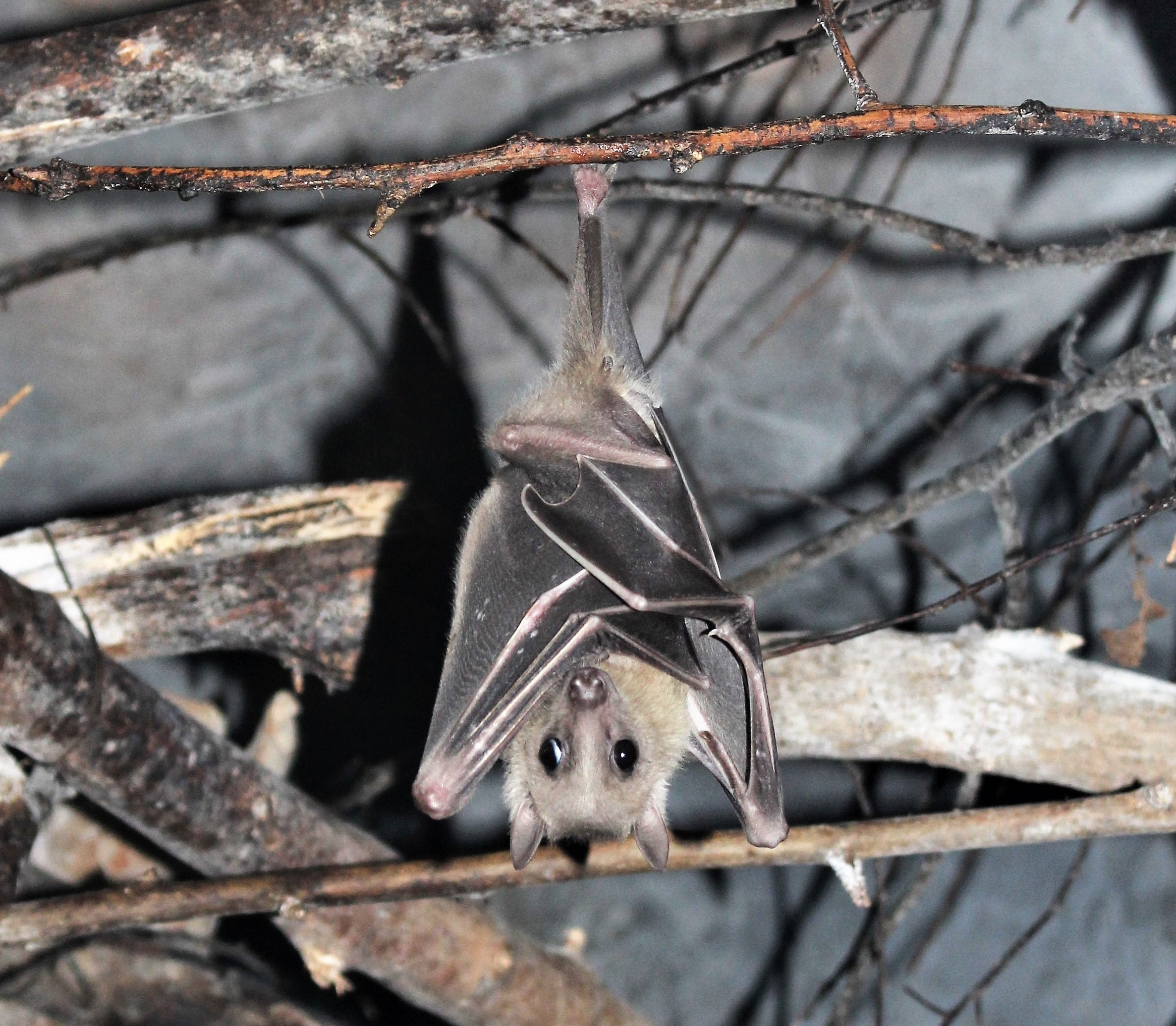
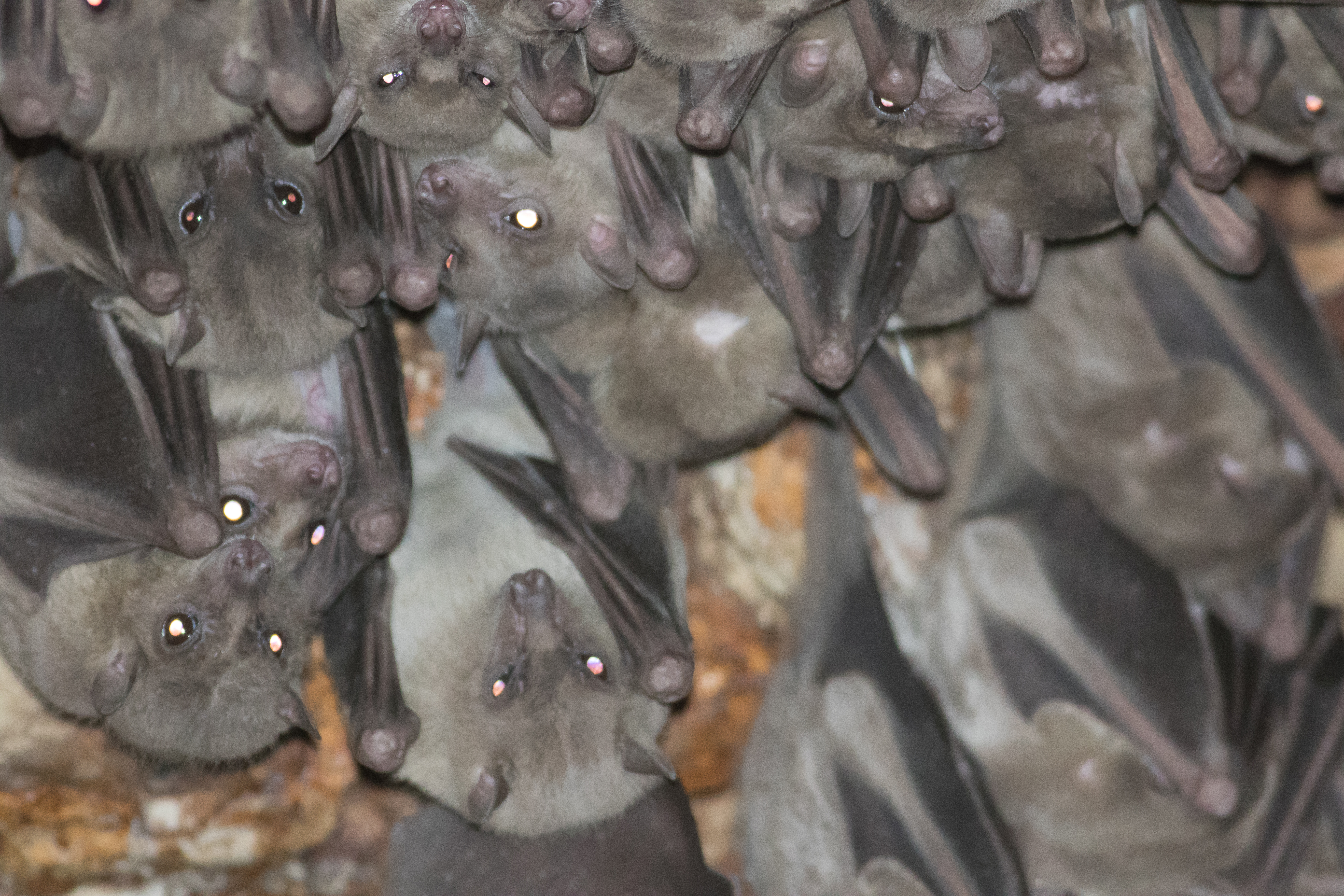
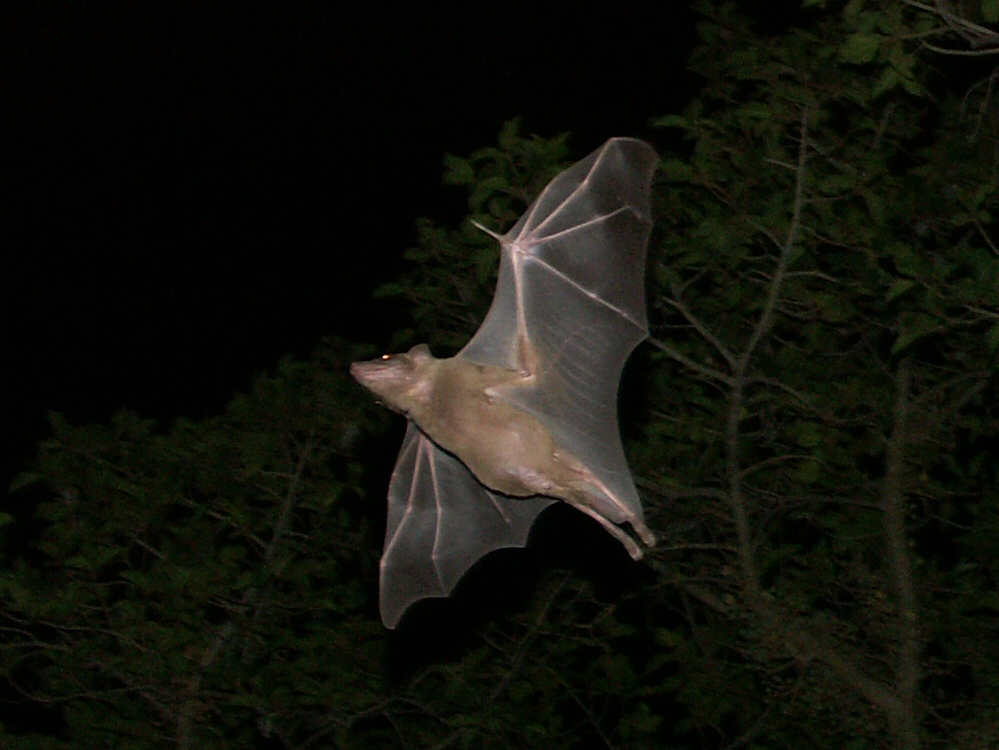
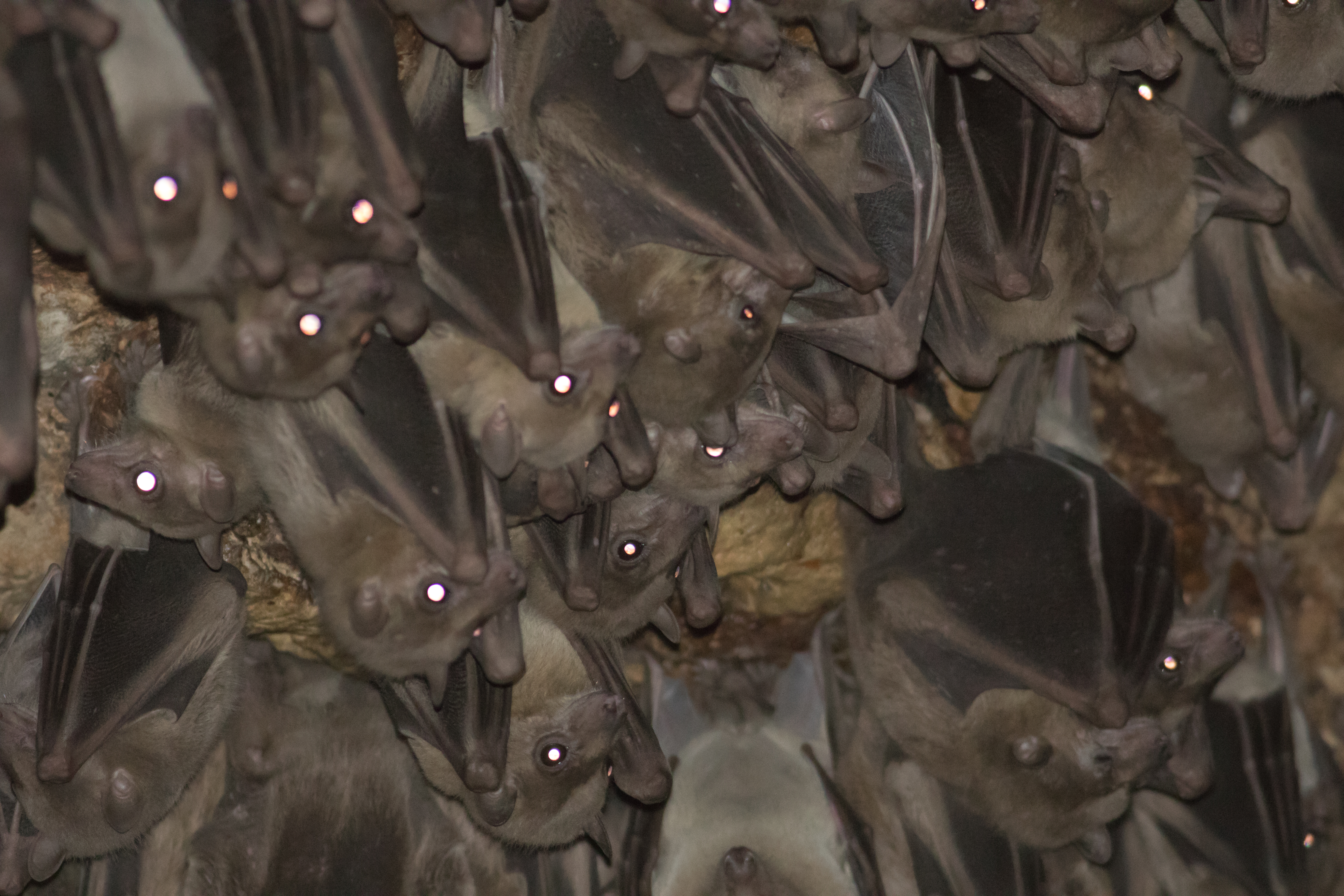
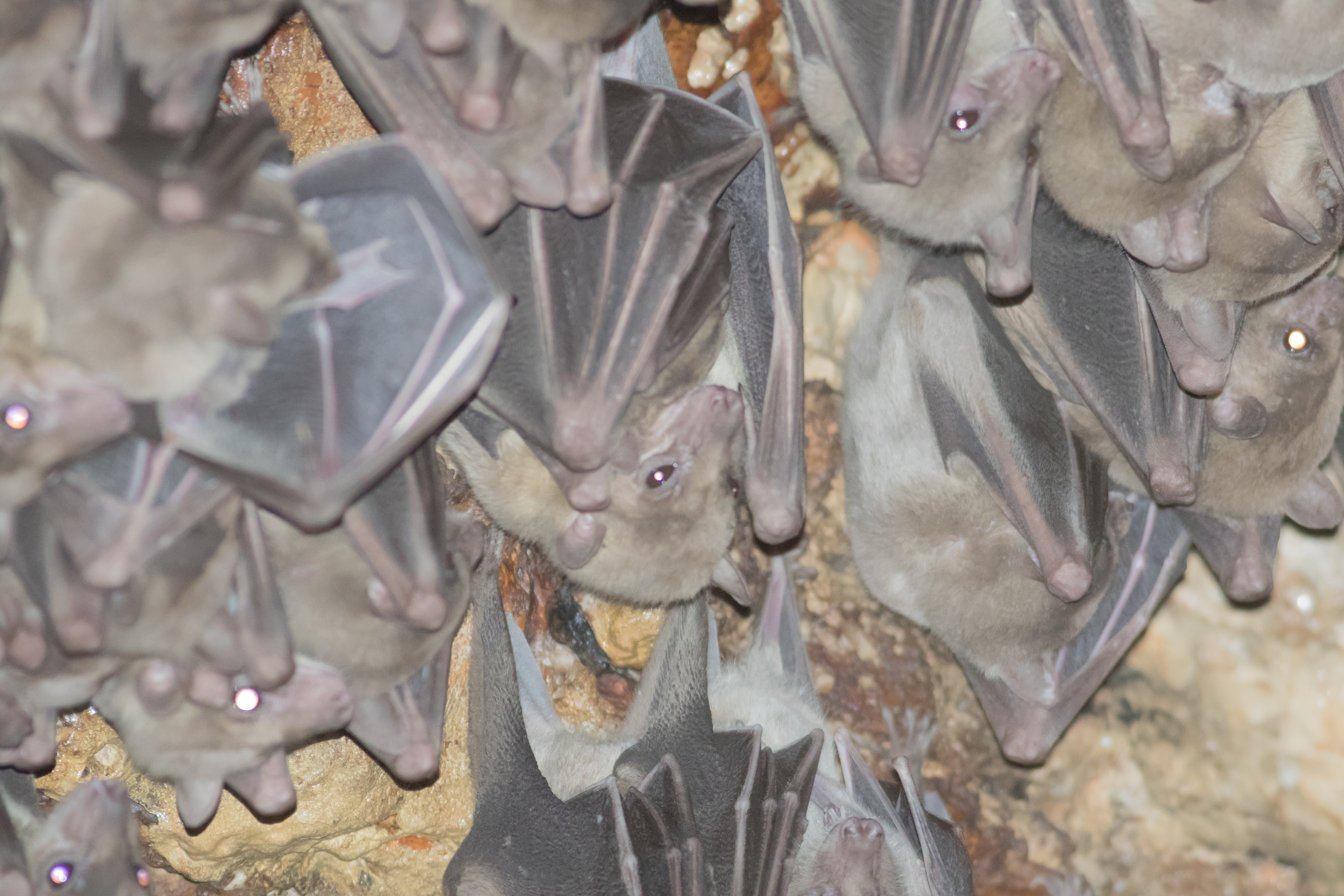
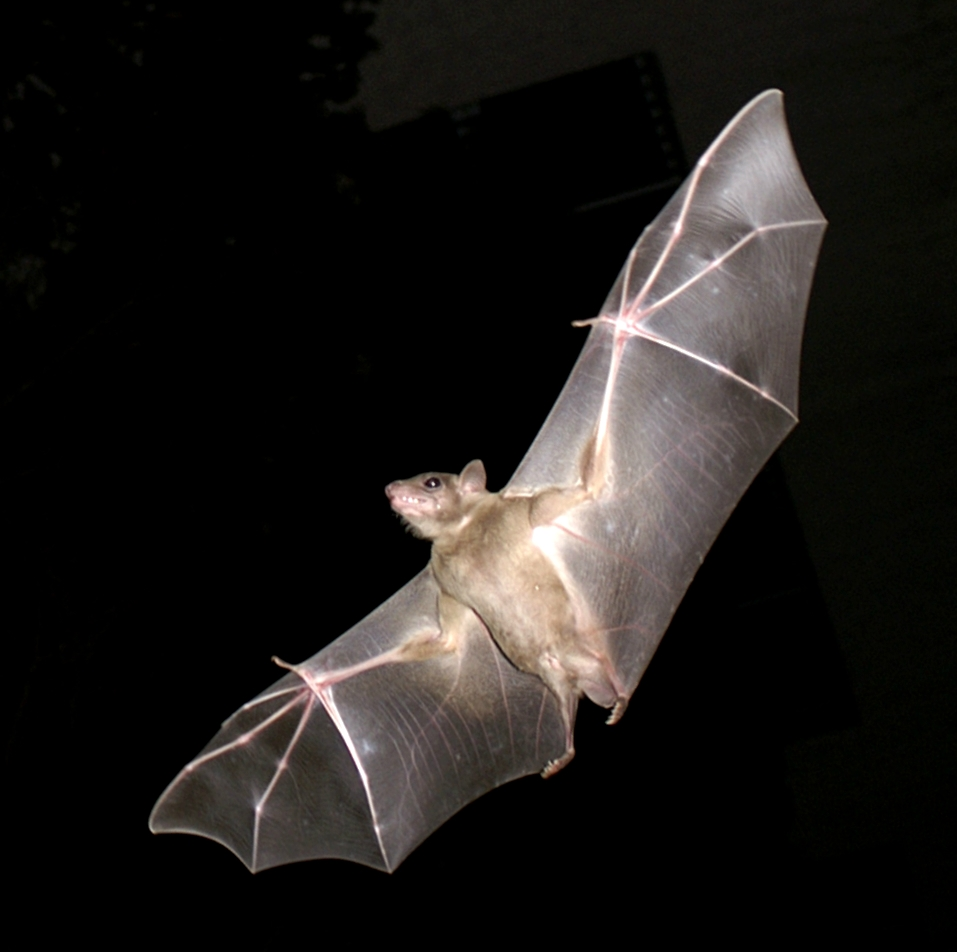
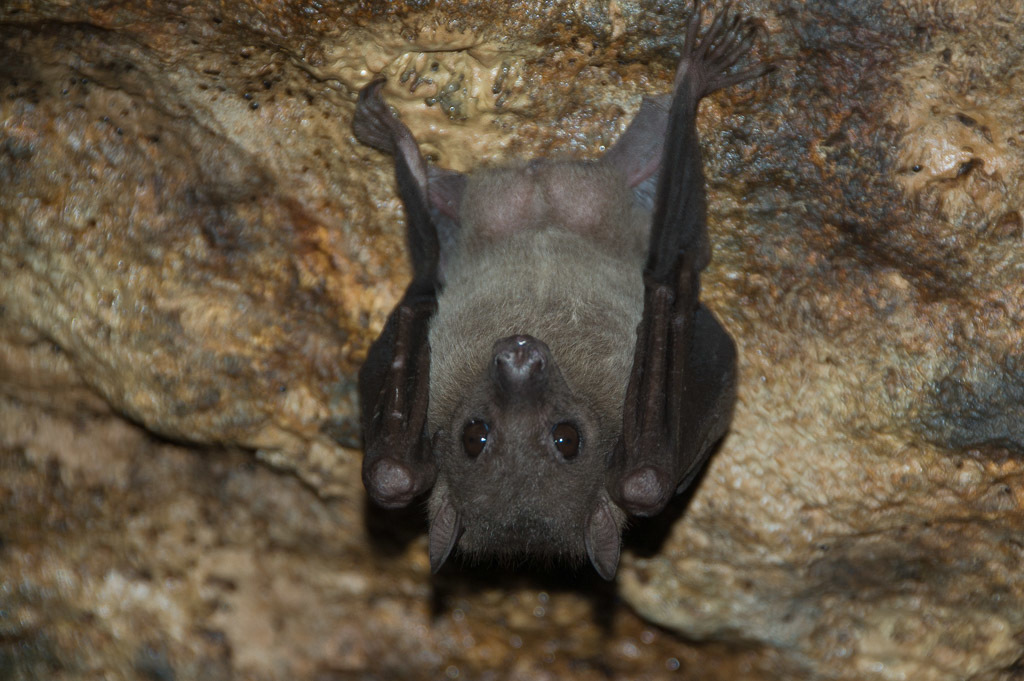
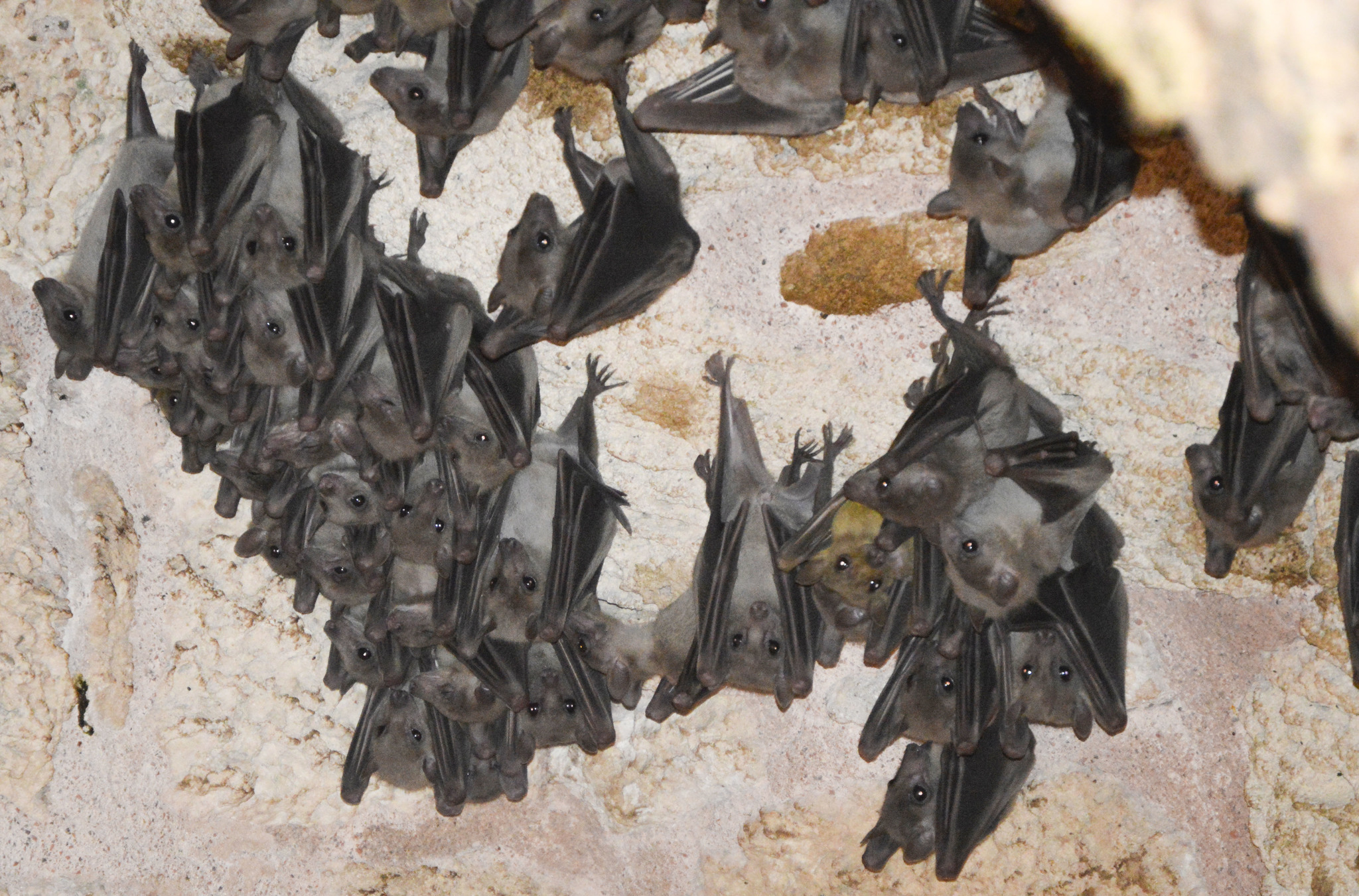
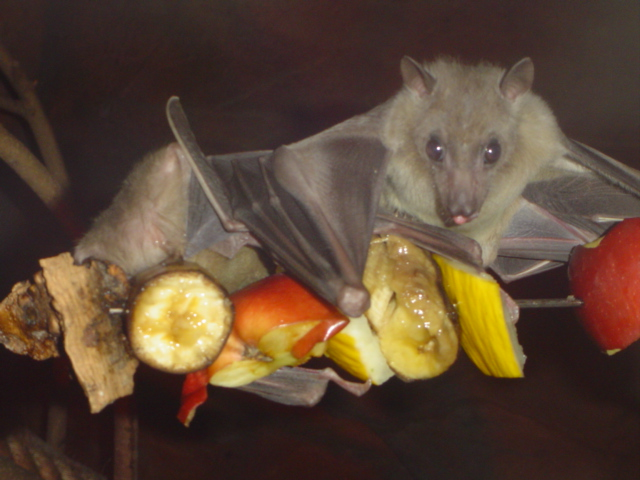
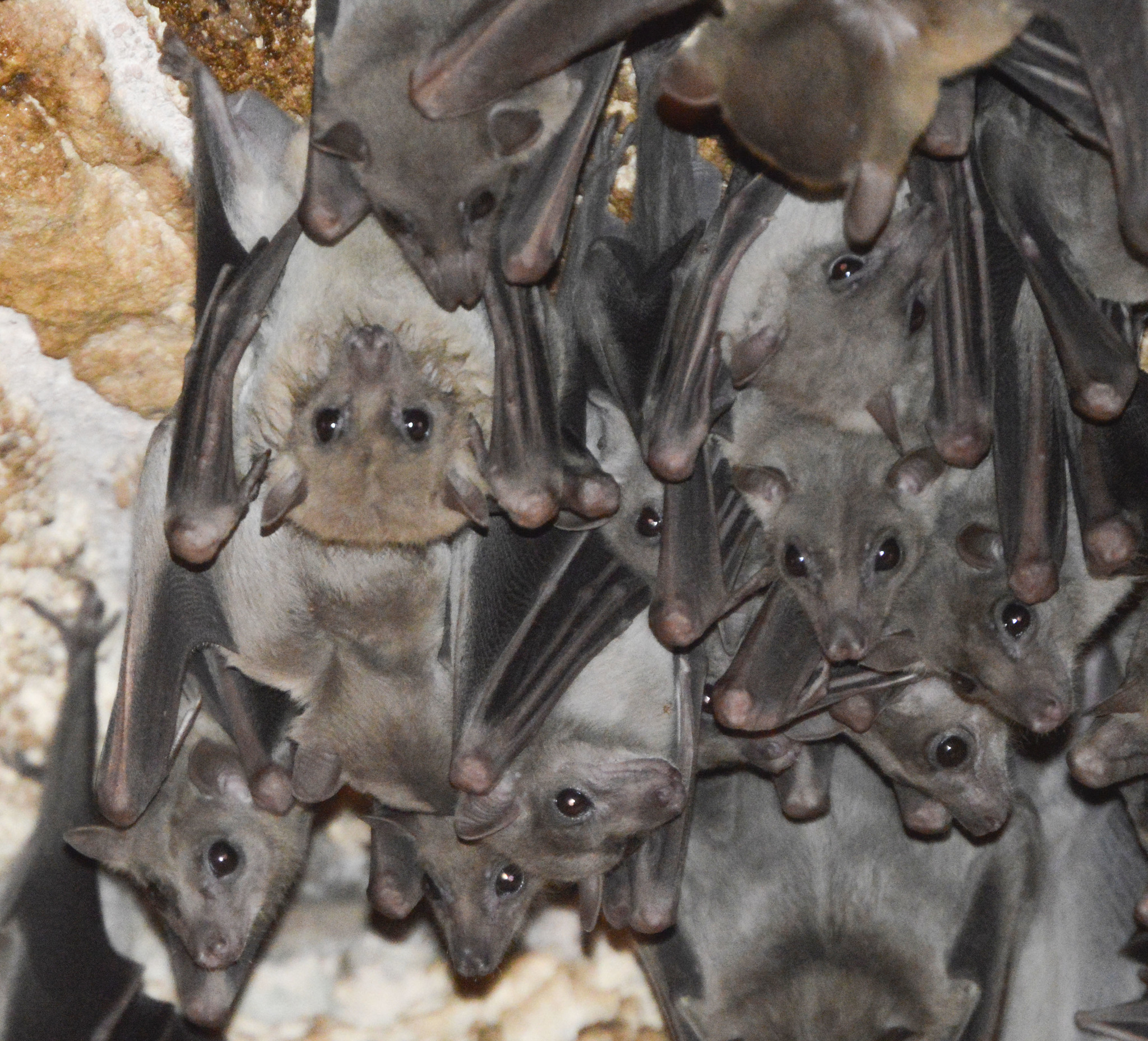
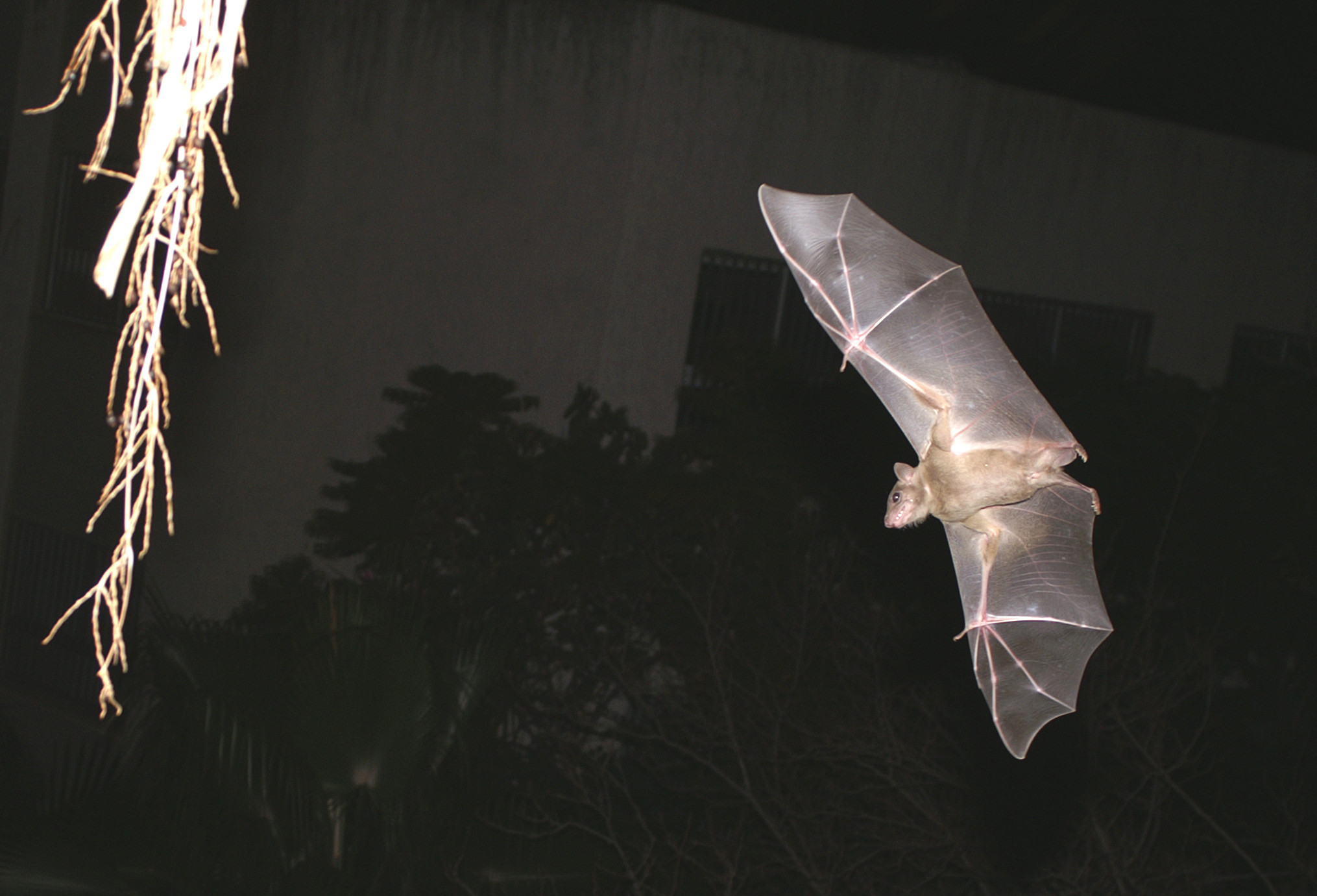
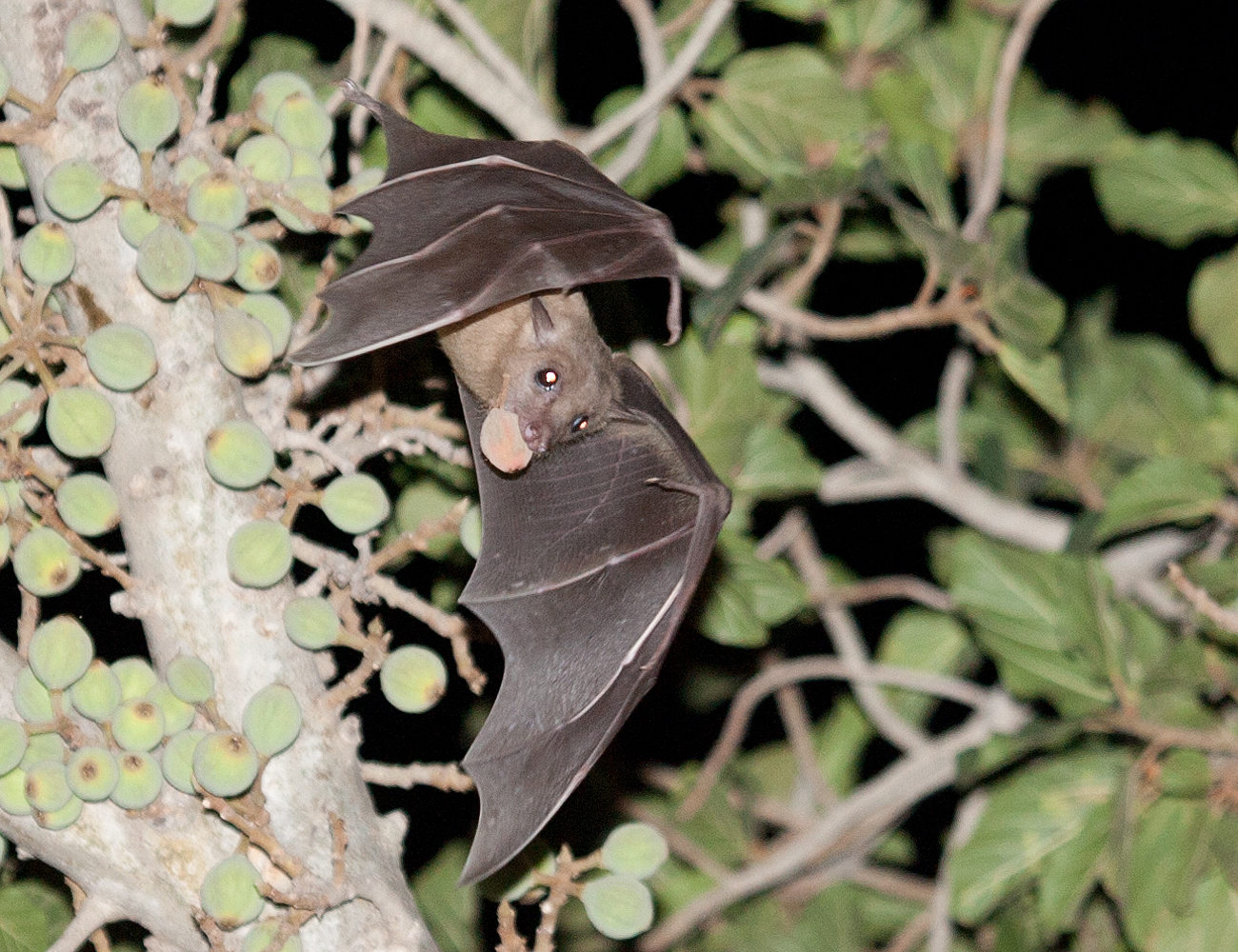
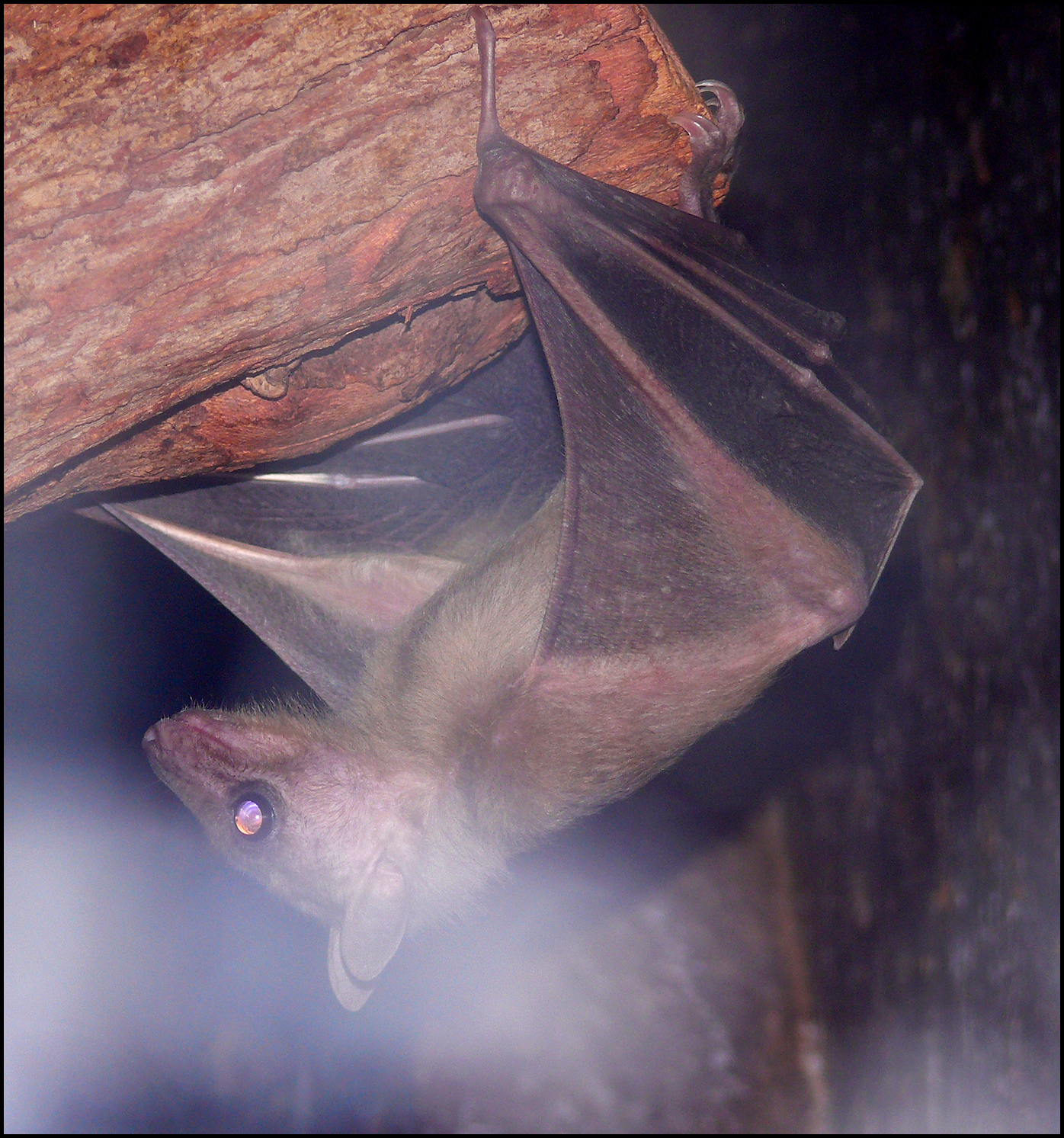